# Reisinger & Co.
Reisinger & Co. war eine seit dem 19. Jahrhundert in Köln ansässige Druckerei mit angeschlossenem und überregional tätigem Ansichtskarten-Verlag.

## Geschichte

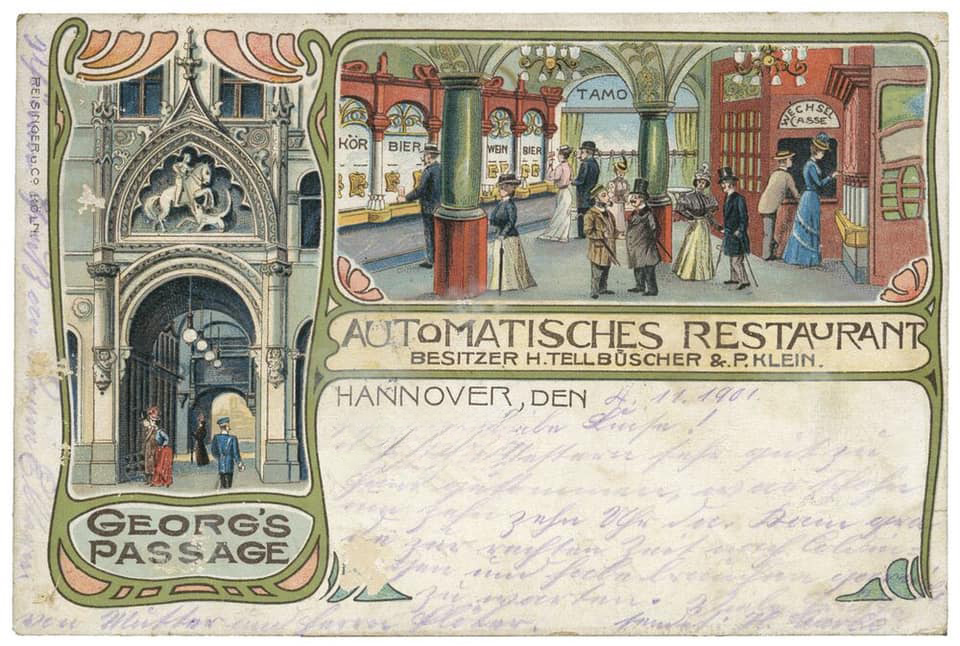
1901 von Reisinger produzierte Mehrbildkarte vom Automatischen Restaurant in Hannover; hier mit Wasserzeichen des Historischen Museums Hannover hochgeladen bei facebook

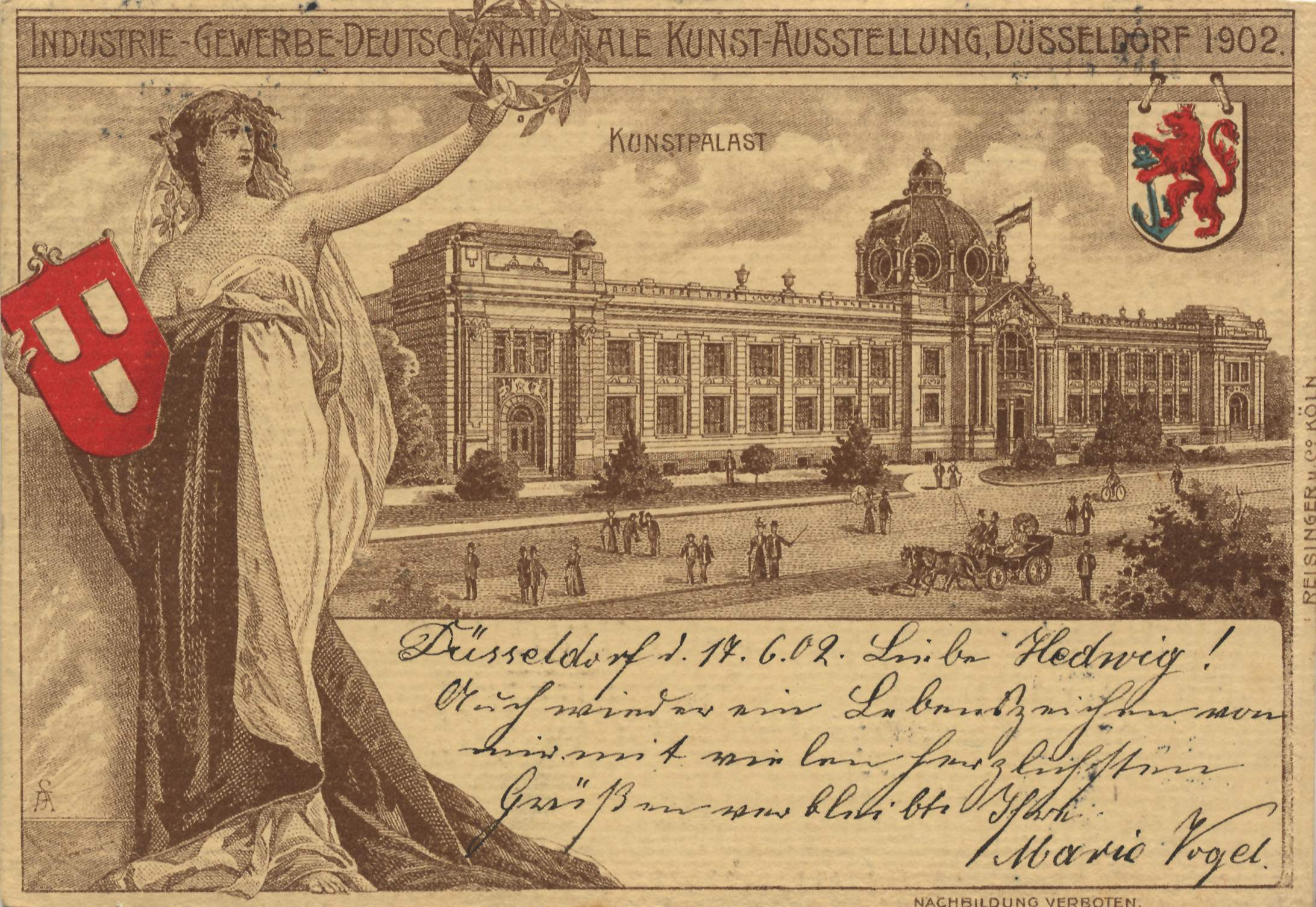
Ansichtskarte Industrie-Gewerbe-Deutsch-Nationale Kunst-Ausstellung Düsseldorf 1902; mit Künstlersignatur

Zu den älteren Druckgrafiken aus dem Hause Reisinger zählt ein handschriftlich von der kaiserlichen Hoflieferantin und Dampf Kaffeebrennerei P.H. Inhoffen in Bonn auf den 8. März 1894 datierter Rechnungsvordruck mit einem einfarbigen, detailreichen Briefkopf und dem Hinweis auf den Drucker Hans Reisinger. Nur wenig später datiert eine von Reisinger & Co. in Köln produzierte vielfarbige, chromolithografierte und vom Absender sowie per postalischem Stempel auf den 8. November 1896 datierte Mehrbild-Postkarte mit dem Aufdruck „Gruss a. Mülheim a.d. Ruhr“; die in Sammlerkreisen aufgrund des frühen Datums als „Vorläuferkarte“ kategorisierte Grußpostkarte zählt zu den ältesten historischen Bildpostkarten in der „Sammlung Prof. Dr. Sabine Giesbrecht“ in der Datenbank der Universität Osnabrück.
Das Historische Museum Hannover ist im Besitz einer vielfarbigen, 1901 datierten Ansichtskarte des im selben Jahr eröffneten Automatischen Restaurants in Hannover.
Die vormals Reisingerscher Compagnie firmierte später als „Kunstanstalt Ludwig Meister vorm. Reisinger & Co.“